# Ненад Рашић
Ненад Рашић (Добротин, 24. март 1973) српски је политичар. Од 1. децембра 2022. обавља функцију министра за заједнице и повратак у Влади Републике Косово. Претходно је био министар рада и социјалног старања (2008—2014) и народни посланик Скупштине Републике Косово (2014—2017). Председник је странке За слободу, правду и опстанак.
Познат је по залагању за независност Републике Косово. Био је један од оснивача Самосталне либералне странке (СЛС) и њен високопозиционирани члан све до 2013. Између 2014. и 2024. био је председник Прогресивне демократске странке (ПДС).

## Детињство и младост
Средњу школу је завршио у Липљану, а факултет у Приштини и Београду. Према званичној биографији, дипломирани је економиста. Године 1997. почео је да ради у пунионици Кока-коле у Липљану, где је радио до НАТО бомбардовања 1999. током рата на Косову и Метохији када је фабрика угашена и никада више није обновљена.
По окончању рата на Косову и Метохији, радио је као преводилац за британске трупе КФОР-а, а касније и Међународну организацију за миграције.

## Политичка каријера
Године 2006. био је један од оснивача Самосталне либералне странке (СЛС), странке српске мањине на Косову и Метохији. Дана 9. јануара 2008. именован је за министра рада и социјалног старања Косова у оквиру владе Хашима Тачија, а на тој функцији је био до 2014. године. Навео је да је најбољи период развоја „политичког бића Срба“ од 2008. до 2012. године, када је између осталог донета и Декларација о независности Косова.
У мају 2013, заједно са неколико посланика СЛС-а, формирао је нову посланичку групу у Скупштини Републике Косово. Недуго затим, избачен је из СЛС-а. У марту 2014. основао је Прогресивну демократску странку (ПДС).
На парламентарним изборима 2014. ПДС је освојио 0,82% гласова, а Рашић је изабран за народног посланика Скупштине Републике Косово. Убрзо након тога, придружио се посланичкој групи Српске листе (СЛ) коју подржава Влада Републике Србије. У време сарадње са Српском листом тврдио је да Срби „просто немају другу државу, нити виши орган власти него што је Београд”, критикујући албанске политичаре јер не спроводе Бриселски споразум. Године 2015. био је кандидат за председника општине Грачаница, а заузео је друго место иза Владете Костића из Српске листе.
Прогресивна демократска странка учествовала је на парламентарним изборима 2019. као део Коалиције за слободу. Коалицију су првобитно чинили Европски покрет Срба са Косова и Метохије на чијем је челу Рада Трајковић и Нова партија Косова на челу са Драгишом Мирићем. Мирићева странка је напустила је коалицију због спота предизборне кампање који је Рашић снимио на албанском језику. Спот су критиковали и Српска листа и српски политичари. Коалиција није успела да освоји ниједно посланичко место, добивши само 0,08% гласова.
Председник Владе Републике Косово Аљбин Курти именовао је Рашића 2. априла 2020. за директора Канцеларије за заједнице. Рашић је 23. априла поднео оставку због оптужнице против њега за наводну злоупотребу службене дужности, а наследио га је Цветко Вељковић.
На парламентарним изборима 2021. подржао је Грађанску иницијативу „За слободу, правду и опстанак” (ГИ СПО) јер није могао да се кандидује због оптужнице у току. Током предизборне кампање, Рашић и Цветко Вељковић су заједно са Аљбином Куртијем посетили Штрпце. Листа није освојила ниједно место у Скупштини.
Дана 8. новембра 2022. ослобођен је оптужби за злоупотребу службене дужности. Аљбин Курти је 1. децембра 2022. именовао Рашића за министра за заједнице и повратак након што је место било упражњено скоро месец дана након оставке Горана Ракића и бојкота косовских институција од стране Српске листе (СЛ). Курти је изјавио да је увек ценио Рашићеву „коректност и одлучност”. Рашић је најавио да ће за свог саветника именовати Раду Трајковић.
Српска листа је реаговала саопштењем да је Рашићево именовање противуставно јер га нису подржали српски народни посланици, те најавила да ће поднети жалбу Уставном суду. Директор Канцеларије за Косово и Метохију Петар Петковић назвао је Рашића „Куртијевом марионетом”. Председник Републике Србије Александар Вучић назвао је Рашића и Трајковићеву „најгорим српским олошем”, додајући да „немају ничије поверење у Србији, али имају поверење Аљбина Куртија и западних агентура”. Портпарол ЕУ Петер Стано изјавио је да именовање Рашића није у сладу са Уставом, али да је то на Уставном суду да утврди.
На седници Владе Републике Косово 14. децембра 2022. био је међу министрима који су гласали за изградњу полицијских база у општини Лепосавић у катастарској зони Бистрица и катастарској зони Горњи Јасеновик у општини Зубин Поток, обе са српском већином. Поред тога, гласао је и за формирање Организационог одбора за обележавање „15 година од проглашења независности Косова” и „25 година епопеје Ослободилачке војске Косова (ОВК)”.

## Контроверзе
Рашићев син тинејџер је 22. фебруара 2021. претучен у средњој школи у Лапљем Селу, а Аљбин Курти је овај инцидент назвао „нападом на Ненада Рашића”.
Након што је 14. децембра 2022. на седници Владе Републике Косово гласао за изградњу база Полиције Косова у општинама са српском већином упркос томе што су Срби изашли из ове институције, те за формирање Организационог одбора за обележавање „15 година од проглашења независности Косова” и „25 година епопеје Ослободилачке војске Косова (ОВК)”, критикован је од стране већине српског становништва на Косову и Метохији.

## Приватни живот
Ожењен је и има два сина. Поред матерњег српског, служи се енглеским и албанским језиком.